# .htpasswd
.htpasswd — файл, у якому містяться паролі для доступу до ресурсу у вебсервері Apache. Метод авторизації з використанням такого файлу має назву базового (англ. basic authentication). Деякі інші вебсервери, також можуть працювати із цим файлом.
Назва починається з крапки, крапка в Unix-подібних операційних системах вказує на атрибут «прихований». Крім того, за запитом Apache не надає файли, ім'я яких починається з крапки, це дозволяє розміщувати файл паролів всередині тек, доступних анонімним користувачам.

## Формат файлу
Файл складається із рядків, кожен із яких відповідає парі логін/хеш паролю. Логін відокремлюється від хешу двокрапкою. Приклад вмісту файлу .htpasswd.
```
gygtest:eCcls0kn3MEXs
```

Замість паролю у файлі зберігається хеш, розрахована одним із наступних способів:
- системна функція crypt
- алгоритм MD5 (модифікований в проекті Apache)
- SHA

Функція crypt використовується за замовчуванням для всіх операційних систем за виключенням MS Windows та Transaction Processing Facility. Крім перерахованих, є ще один варіант — коли пароль зберігається у вигляді відкритого тексту і ніяк не захищається.
Для генерації даних для .htpasswd використовується утиліта htpasswd.

## Утиліта htpasswd
Для роботи з файлом паролів слугує утиліта htpasswd, вона зазвичай входить до складу дистрибутиву вебсервера Apache. За її допомогою створюють файли паролів, додають нові записи або модифікують вже існуючі.
Нижче наведений рядок для додавання нового користувача bohdan у вже існуючий файл із ім'ям .htpasswd. У разі, якщо необхідно створити новий файл, то додайте ключ -c.

htpasswd /usr/local/www/data/.htpasswd bohdan